# Kolbingen
Kolbingen è un comune tedesco di 1 276 abitanti,, situato nel land del Baden-Württemberg.

## Amministrazione

### Gemellaggi
- L'Huisserie, dal 1975